# Веселе (Маріупольський район)
Весе́ле — село Нікольської селищної громади Маріупольського району Донецької області України. 

## Загальні відомості
Веселе розташоване за 143 км від обласного центра Донецька. Відстань до центру громади становить близько 28 км і проходить автошляхом місцевого значення та частково збігається із трасою Н08. Землі села межують із Більмацьким районом Запорізької області.
Походження села пов'язане із старим вітряком, який дав поштовх розвиткові сільськогосподарського виробництва у Веселому, і яке й до сьогодні залишається основним видом діяльності місцевих жителів.

## Символіка
Герб затверджено 21 серпня 1999 року. Автор герба - Олег Ігорович Киричок.
Щит розтятий; на першій лазуровій частині з зеленим підніжжям срібний вітряк з лопатями того ж кольору і чорними дверима; на другій срібній - лазурова хвиляста балка.

## Населення
За даними перепису 2001 року населення села становило 162 особи, з них 58,22 % зазначили рідною мову українську та 41,78 % — російську.

## Історія
За даними 1859 року у панському селі Богодарівка було 12 подвір'їв, 103 мешканців. Етнічно майже суцільно росіяни.

## Природно-заповідний фонд
Поблизу села розташований регіональний ландшафтний парк «Половецький степ» та Федорівський ліс.